# Сетук (Бреїла)
Сетук (рум. Sătuc) — село у повіті Бреїла в Румунії. Входить до складу комуни Галбену.
Село розташоване на відстані 118 км на північний схід від Бухареста, 63 км на захід від Бреїли, 73 км на захід від Галаца, 131 км на південний схід від Брашова.

## Населення
За даними перепису населення 2002 року у селі проживали 823 особи. Усі жителі села рідною мовою назвали румунську.
Національний склад населення села:
| Національність | Кількість осіб | Відсоток |
| -------------- | -------------- | -------- |
| румуни         | 782            | 95,0%    |
| цигани         | 41             | 5,0%     |